# Esteban Leyton Soto
Esteban Leyton Soto (Rengo, 1 de junio de 1927-Ibidem, 26 de enero de 2021) fue un funcionario público y político chileno. Con una vasta trayectoria política por su zona natal, fue regidor, concejal y alcalde de Rengo. También, ejerció como diputado de la República en representación de la 9ª Agrupación Departamental, Rancagua, San Vicente, Caupolicán y Cachapoal entre 1961 y 1965; y entre mayo y septiembre de 1973.

## Familia, estudios y vida laboral
Nació el 1 de junio de 1927, en la ciudad de Rengo, en el seno de una familia de clase media; hijo de Juan Francisco Leyton Labra y Rogelia del Carmen Soto Salinas, matrimonio el cual tuvo ocho hijos (cuatro mujeres y cuatro hombres), siendo uno de ellos Mario, Premio Nacional de Educación en 2009. Su padre fue funcionario del Cuerpo de Carabineros de Chile creado en 1927, durante el primer gobierno del presidente Carlos Ibáñez del Campo.
Durante su juventud, entre los 14 y 15 años, ejerció diversos oficios, como lustrador de zapatos, obrero agrícola e industrial en diversas industrias en su localidad natal. Sus estudios primarios los realizó en la Escuela "Los Sauces" de Rengo, luego en Rosario y Requínoa. Luego ingresó a la Escuela N° 1 de Hombres de Rengo (actual Escuela "Luis Galdames" de Rengo) en la segunda preparatoria para emigrar nuevamente en Quinta de Tilcoco, realizando allí la tercera y cuarta preparatoria en 1937 y 1938. Regresó a su ciudad natal para realizar la quinta preparatoria, ingresando en 1939 al primer año de humanidades en el Liceo, previa realización del "examen de madurez" establecido durante el gobierno del presidente Pedro Aguirre Cerda.
En el ámbito laboral se desempeñó como jefe de bodega de materia prima, mercadería en elaboración y del almacén, y también como jefe de control de costos y producción de la Industria Metalúrgica INCOL, donde más tarde fue despedido. Posteriormente trabajó en diversos oficios, ya sea vendiendo tejidos y conduciendo un taxi-colectivo.
Se casó con Eliana Latorre Figueroa, con quien tuvo ocho hijos; quienes se desempeñan en diferentes actividades profesionales (profesoras, asistente social, abogados, odontólogo e ingeniero comercial).

## Carrera política

### Actividad partidista y funcionario del gobierno de Ibáñez del Campo
Inició sus actividades políticas al ingresar al Partido Agrario Laborista (PAL) en 1945, siendo el fundador de este partido en la provincia de O'Higgins. Dentro de esta colectividad, ocupó los cargos de vicepresidente nacional de la Juventud Agrario Laborista (JAL) en 1954 y de consejero regional en dos períodos, entre 1956 y 1959, asistiendo en tal condición al «Congreso Nacional del agrario-laborismo» en Chillán en 1951, donde se definió al candidato presidencial para las elecciones del año siguiente, destacando la figura del agricultor y parlamentario Jaime Larraín García-Moreno.
En 1953 ingresó al Servicio de Seguro Social (SSS) como auxiliar donde llegó a ser dirigente. Luego, entre 1954 y 1956, allí se desempeñó como jefe de la oficina del Departamento de Asignación Familiar. Mientras trabajaba como funcionario durante el segundo gobierno del presidente Carlos Ibáñez del Campo se desempeñó como dirigente de la Asociación de Empleados y de la Asociación Nacional de Trabajadores del Seguro Social, además de director de la cooperativa de los empleados.

### Regidor, alcalde y diputado
En 1958 se incorporó al Partido Nacional Popular recién formado, donde asumió la dirigencia provincial. Durante el gobierno del presidente Jorge Alessandri, en 1960 fue electo como regidor por Rengo, periodo el cual finalizaría en 1963. Sin embargo, en las elecciones parlamentarias de 1961 —luego de integrarse al Partido Democrático Nacional (Padena)—, fue elegido como diputado por la 9ª Agrupación Departamental (correspondiente a los departamentos de Rancagua, Caupolicán y San Vicente), por el período legislativo 1961-1965; abandonando el cargo de alcalde y asumiendo la diputación. En esa ocasión fue parte de la comisión permanente de Minería e Industrias, además fue presidente del comité parlamentario de su partido y miembro del Comité Central. En 1964 ofició como jefe provincial de la campaña presidencial del socialista Salvador Allende en la actual región de O'Higgins. Durante este período, en el Congreso Nacional del Padena en la ciudad de Temuco se formó el Partido Social Demócrata, ocupando la jefatura del Departamento de Finanzas.
En ese mismo año le correspondió formar parte de la Comitiva Parlamentaria que representó al Congreso Nacional ante las Naciones Unidas (ONU), en la Conferencia Interparlamentaria de Latinoamérica y el Caribe, oportunidad en que tuvo el honor en nombre de la delegación chilena de rendir homenaje póstumo al expresidente de Estados Unidos John F. Kennedy, en el cementerio de Arlington.
Posteriormente, el 15 de mayo de 1967 fue elegido alcalde de la comuna Rengo, actuando como representante desde ante el Consejo de Desarrollo de O'Higgins, organismo creado en las provincias mineras del país con el objetivo de potenciar a los municipios producto de la industria cuprífera. Allí trabajó estrechamente con el exdiputado Patricio Mekis, asumiendo además el cargo de director del INDAC.
Durante el gobierno del presidente Salvador Allende (1970-1973) ejerció como director y vicepresidente del Instituto de Seguros del Estado, donde se hizo cargo del seguro de la gran minería del cobre y trabajó estrechamente con la primera dama, Hortensia Bussi, para la creación de una sala cuna y de un jardín infantil para sus trabajadores.
En las elecciones parlamentarias de 1973 ya militaba dentro de la Unidad Popular, en el Partido Radical (PR), y fue elegido nuevamente como diputado por la 9ª Agrupación Departamental de Rancagua, Caupolicán, San Vicente y Cachapoal, por el periodo 1973-1977. Sin embargo, el golpe de Estado del 11 de septiembre de 1973 suspendió el Congreso Nacional, terminando sus funciones parlamentarias el 21 de septiembre de ese año.
Durante su trabajo legislativo visitó en dos oportunidades Cuba, se enfocó en la revisión de temas laborales de la mujer y del campesinado y durante su primer periodo parlamentario propició junto con José Foncea Aedo la «Ley del Fósforo» que implicaba la creación de un impuesto especial para este sector industrial en las ciudades de Rengo y Talca.

### Golpe de Estado
Después golpe de Estado, estuvo encarcelado en dos oportunidades, la primera de ellas durante dos meses y 20 días en la cárcel de Rancagua. Desde diciembre de 1975 pasó a trabajar políticamente de manera clandestina. En su condición de presidente del Partido Radical Social Demócrata (PRSD) mantuvo contacto con embajadas de todo el mundo, excepto China, logrando sacar de Chile varios perseguidos de su colectividad en calidad de exiliados. Se dedicó a la empresa privada creando una industria de seguridad industrial, Vernam Ltda.

### Retorno a la democracia
Con el retorno de la democracia, se presentó como diputado en las elecciones parlamentarias de 1989 y de 1993, pero no resultó elegido. Con ocasión del primer gobierno de la vuelta a la democracia, presidido por Patricio Aylwin, ejerció como gobernador de la provincia de Cachapoal, entre 1990 y 1991. Luego, fue elegido como concejal de Rengo en las elecciones municipales de 1996 y de 2000.
Fue candidato a alcalde por Rengo en las elecciones municipales de 2004, esta vez representando al Partido Radical Social Demócrata (PRSD), pero perdió. En las elecciones siguientes de alcaldes y concejales, fue elegido concejal de Rengo, cargo que mantuvo en las elecciones de 2012, donde no se presentó a la repostulación (periodo 2012-2016).

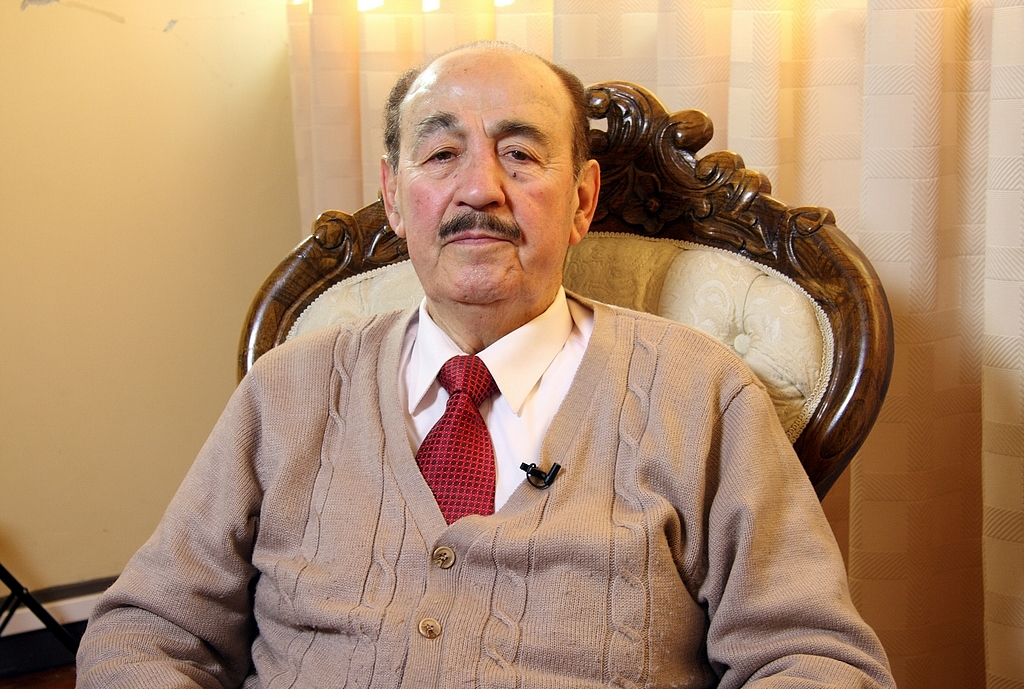
Esteban Leyton durante una entrevista a la Biblioteca del Congreso Nacional de Chile, 2010.

## Historial electoral

### Elecciones parlamentarias de 1973
- Elecciones parlamentarias de 1973, candidato a diputado por la 9ª Agrupación Departamental (Rancagua, Caupolicán y San Vicente)[5]

### Elecciones parlamentarias de 1989
- Elecciones parlamentarias de 1989, candidato a diputado por el distrito 33 (Codegua, Coinco, Coltauco, Doñihue, Graneros, Machalí, Malloa, Mostazal, Olivar, Quinta de Tilcoco, Rengo y Requinoa)[6]

### Elecciones parlamentarias de 1993
- Elecciones parlamentarias de 1993, candidato a diputado por el distrito 33 (Codegua, Coinco, Coltauco, Doñihue, Graneros, Machalí, Malloa, Mostazal, Olivar, Quinta de Tilcoco, Rengo y Requinoa)[7]

### Elecciones parlamentarias de 2004
- Alcalde por Rengo[8]

### Elecciones municipales de 2008
- Concejales Electos por Rengo[9]